# Scacchi di Lewis

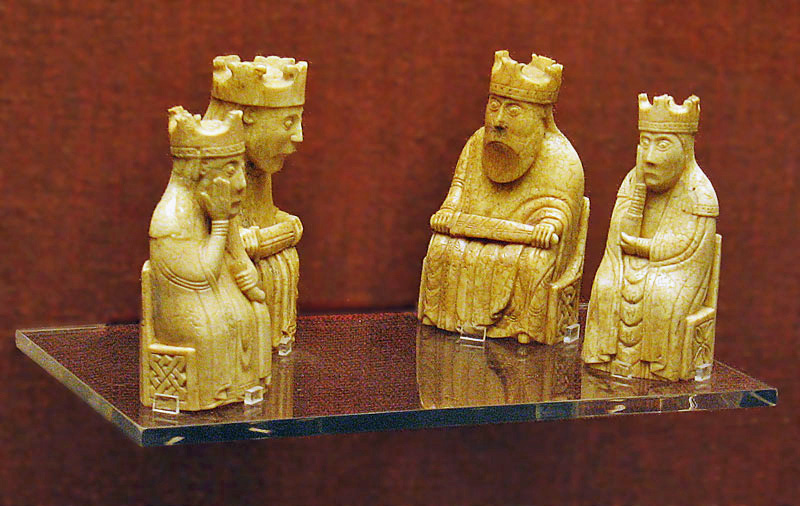
Due Re e due Regine degli scacchi di Lewis esposti al British Museum.

Gli scacchi di Lewis (in norvegese Lewisbrikkene, in gaelico scozzese Fir-Tàilisg, in scozzese Lewis chesmen o Uig chessmen) prendono il nome dall'isola di Lewis nelle Ebridi esterne in cui sono stati trovati, e sono un gruppo di pezzi degli scacchi e di altri giochi da tavolo e di strategia risalenti al XII secolo. Rappresentano probabilmente uno dei pochi set completi di scacchi medievali sopravvissuti e sono stati definiti come i più noti set di scacchi della storia, anche se non è chiaro se i pezzi sopravvissuti possano comporre effettivamente un gruppo originario.
Quando fu trovato, il tesoro conteneva 93 manufatti: 78 pezzi di scacchi, 14 pedine per il backgammon e la fibbia di una cintura. Ai pezzi degli scacchi trovati originariamente ne va aggiunto un altro, ritrovato successivamente, per un totale di 94 manufatti, di cui 79 pezzi. 82 di questi manufatti sono, a febbraio 2021, di proprietà del British Museum di Londra, che li espone in modo permanente, mentre altri 11 sono conservati al National Museum of Scotland di Edimburgo. Un altro dei manufatti è conservato invece in una collezione privata.

## Descrizione

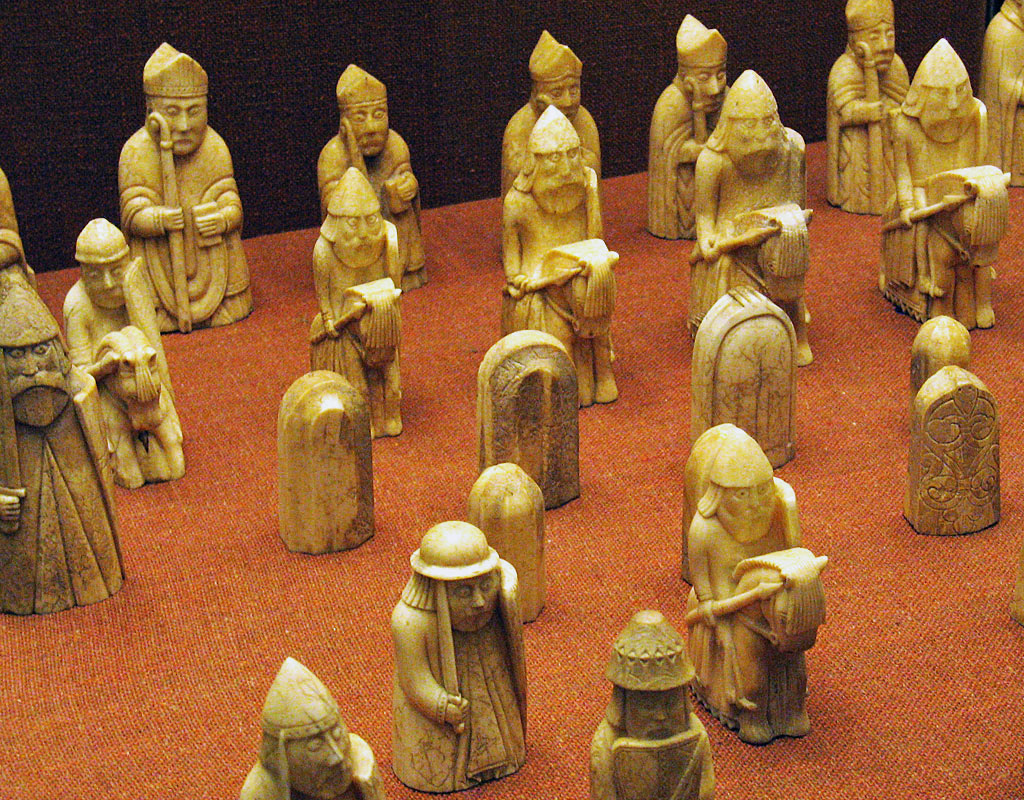
Selezione di alcuni dei pezzi conservati al British Museum: alfieri in ultima fila preceduti da cavalli, pedoni e pedine

Quasi tutti i pezzi nella collezione sono ricavati da avorio di tricheco, a eccezione di alcuni pochi esemplari realizzati invece da denti di balena. I 79 pezzi di scacchi sono otto re, otto regine, 16 alfieri, 15 cavalli, 13 torri e 19 pedoni. L'altezza del pedoni varia da 3,5 a 5,8 cm, mentre quella degli altri pezzi è compresa tra 7 e 10,2 cm. Sebbene ci siano 19 pedoni (per una scacchiera ne bastano 16), le loro dimensioni sono le più variabili tra i tutti i pezzi, e questo dettaglio fa supporre che i 79 pezzi potrebbero appartenere ad almeno quattro scacchiere diverse.
Tutti i pezzi sono sculture di figure umane, ad eccezione dei pedoni, che sono forme geometriche più piccole. I cavalli sono in realtà cavalieri in sella a cavalli piuttosto piccoli e sono raffigurati con lance e scudi. Le torri sono soldati in piedi o "guardiani" con scudi e spade in mano; quattro delle torri sono raffigurate come guerrieri dagli occhi spiritati che mordono il bordo superiore degli scudi con furia da battaglia. Alcuni pezzi conservavano tracce di macchie rosse quando furono trovati: rosso e bianco erano probabilmente i colori usati per distinguere i due giocatori, invece che il bianco e nero utilizzati negli scacchi moderni.
Gli studiosi hanno osservato che, a uno sguardo moderno, i pezzi maggiori, con i loro occhi sporgenti e le espressioni tetre, hanno una loro particolare comicità. Questo è particolarmente vero per il guerriero che guarda di traverso con gli occhi sbarrati e per i guerrieri che mordono i loro scudi, «irresistibilmente comici per un pubblico moderno». Si crede tuttavia che le espressioni che ci appaiono comiche o tristi non  fossero intese o percepite in questo senso dagli autori delle statuette, che invece videro forza, ferocia o, nel caso delle regine che tengono le loro teste con una mano e un’espressione apparentemente pensierosa, «contemplazione, riposo e probabilmente saggezza».

## Storia

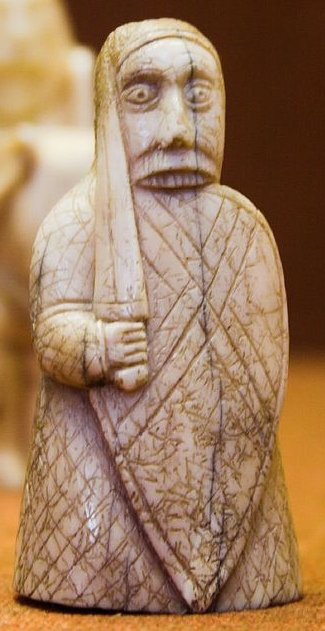
Pezzo degli "Scacchi di Lewis" raffigurante il Berserkr, conservato al British Museum.

Furono scoperti nel 1831 in un banco di sabbia presso il capo di Camas Uig sull’isola di Lewis nelle Isole Ebridi Esterne in Scozia. Sono stati scoperti da Malcolm "Sprot" Macleod (gaelico scozzese: Calum an Sprot) della vicina cittadina di Pennydonald che li trovò dentro una piccola cassa sepolta sotto una duna, li mise in mostra per un po’ nella sua stalla e poi li vendette al capitano Roderick Ryrie. Esistono varianti della storia, una secondo la quale fu una mucca a trovare la cassa e una che sostiene i pezzi non siano stati sepolti in epoca vichinga ma successivamente, in quanto prove incriminanti per l'assassino del naufrago che li avrebbe avuti con sé, Tali ipotesi sono considerate "folclore".  Dopo che l'isola di Lewis fu acquistata da Sir James Matheson nel 1844, Malcolm Macleod e la sua famiglia furono sfrattati durante le cosiddette Highland Clearances, ossia gli sfratti di massa dei contadini che trasformarono la zona in un territorio per gli allevamenti di pecore. Quando gli scacchi furono scoperti nel 1831, mancavano dalle quattro scacchiere un cavallo e quattro "guardiani".
Gli scacchi di Lewis furono esibiti dal capitano Ryrie l’11 aprile 1831, ad una riunione della "Society of Antiquaries of Scotland". La collezione venne smembrata subito dopo, quando dieci pezzi vennero comprati da Charles Kirkpatrick Sharpe, uno studioso e poeta scozzese (1781-1851), e gli altri elementi (67 pezzi di scacchi veri e propri e 14 pedine) vennero acquistati per conto del British Museum di Londra. L'acquisto di questi reperti si deve al paleografo Frederic Madden e al numismatico e conservatore del British Museum Edward Hawkins, che capirono l'importanza della collezione, portata al museo da un certo Forrest, proveniente da Edimburgo. Successivamente Madden scrisse molto sugli scacchi di Lewis raccogliendo tutto nell'opera Archaeologia XXIV, pubblicata nel 1832, che rimane ancora oggi una impressionante fonte di informazioni.
Kirkpatrick Sharpe, più tardi, trovò un altro alfiere facendo salire il numero dei pezzi in suo possesso a undici, venduti poi a Lord Londesborough.. Passarono poi attraverso diverse collezioni private per poi essere acquistati ad un'asta Christie's nel 1888 dalla Society of Antiquaries of Scotland, che li donò quindi al Royal Scottish Museum di Edimburgo, nel 2006 fusosi con il Museum of Scotland per dare vita al National Museum of Scotland, ove gli 11 pezzi sono conservati. Dei pezzi donati al British Museum, la maggior parte si trova nella Sala 40, con i numeri di registrazione M&ME 1831, 11-1.78-159. Altri sono stati prestati a musei scozzesi e mostre temporanee. Una serie di repliche in legno o in plastica fanno parte dell’oggettistica in vendita nei negozi del Museo.
Nel 2019 fu identificato un altro pezzo, un “guardiano” (l’equivalente di una torre), il cui proprietario per almeno 55 anni non ne aveva riconosciuto il valore. Il manufatto è stato poi acquistato ad un'asta di Sotheby's per 735 000 sterline nel luglio di quell'anno.

### Luogo alternativo del ritrovamento
Secondo la maggior parte dei resoconti i pezzi sono stati trovati nella località di Uig Bay sulla costa occidentale di Lewis, ma lo studioso del National Museum of Scotland Caldwell, e altri suoi colleghi, ritengono che il luogo più probabile per il ritrovamento sia Mealista anch’esso nella parrocchia di Uig ma circa dieci chilometri più a sud lungo la costa. Hanno inoltre ipotizzato che i "pedoni" fossero usati per il gioco del Hnefatafl.

## Ipotesi sulle origini
Secondo gli specialisti del British Museum i pezzi degli scacchi furono probabilmente realizzati a Trondheim, la capitale medievale della Norvegia, nel XII secolo, anche se alcuni studiosi hanno proposto altri paesi nordici. In quell’epoca infatti le Ebridi Esterne, insieme agli altri principali gruppi di isole scozzesi, erano sotto il controllo della Norvegia. Secondo Alex Woolf, direttore all'Università di St. Andrews dell'"Istituto degli Studi Medievali", ci sono delle buone ragioni per credere che i pezzi provengano da Trondheim: 

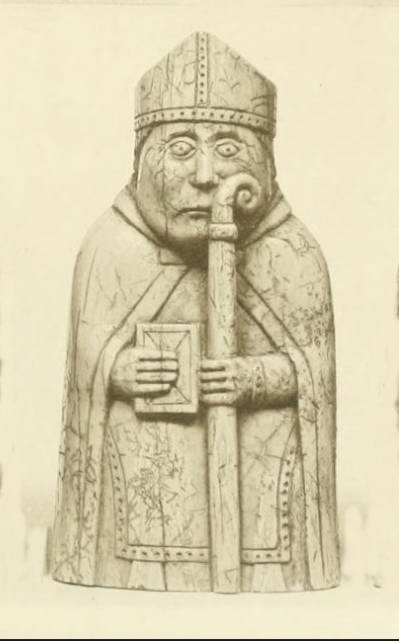
Uno degli alfieri ritrovati sull'isola, illustrato in un catalogo (1909) del British Museum curato dallo storico dell'arte Ormonde Dalton.

- Una regina, sia pure rotta, realizzata con uno stile simile venne trovata durante gli scavi al Palazzo dell’Arcivescovo, e il pezzo sembrava essersi danneggiato durante le fasi di realizzazione.
- La presenza di una classe benestante a Trondheim, in grado di pagare degli artigiani per la realizzazione di scacchi di alta qualità.
- Sculture simili nella cattedrale di Nidaros a Trondheim.
- Il ritrovamento di uno scudo a forma di aquilone a Trondheim, simile a quelli dei pezzi di Lewis, e un re, simile a quelli di Lewis, trovato sull’Isola di Hitra, vicino alla foce del fiordo di Trondheim. Woolf sostiene inoltre che l’armatura indossata dalle figure degli scacchi è una perfetta riproduzione di quelle vere usate nello stesso periodo in Norvegia.

Alcuni storici ritengono che gli scacchi di Lewis siano stati nascosti (o persi) dopo un incidente verificatosi mentre venivano trasportati alle ricche città di origini norvegesi sulla costa orientale dell'Irlanda, come Dublino. Il gran numero di pezzi e il fatto che non siano usurati suggeriscono che potrebbero essere lo stock di un commerciante o di un distributore.

### La tesi dell'origine islandese
L'ex parlamentare Gudmundur Thorarinsson e l'arbitro internazionale di scacchi Einar Einarsson hanno suggerito che gli scacchi di Lewis provengano dall’Islanda, poiché, sostengono, solo in Islanda gli alfieri erano chiamati "vescovi" in quel periodo storico, mentre in altri paesi si usavano nomi non associati alla Chiesa. Questa tesi è stata contestata da Alex Woolf, secondo cui l'uso della parola "vescovo" (in inglese bishop) per indicare gli alfieri ha avuto origine in Inghilterra, e dallo storico degli scacchi norvegese e membro della Chess History & Literature Society, Morten Lilleøren. Secondo Lilleøren il testo a cui i due islandesi si riferiscono risale all'inizio del XIV secolo, mentre due testi latini del XIII secolo provenienti da altri paesi chiamano "vescovo" il pezzo degli scacchi, e gli scacchi di Lewis risalgono probabilmente al XII secolo.
Un alfiere probabilmente più antico degli scacchi di Lewis si trovava nella collezione Jean-Joseph Marquet de Vasselot ed è stato venduto all’asta da Christie a Parigi nel 2011: secondo una datazione al radiocarbonio c'è una probabilità del 95% che l'avorio risalga a un periodo compreso tra il 790 e il 990. Si ritiene  che il pezzo sia inglese o tedesco e scolpito nel XII secolo. Stilisticamente precede gli scacchi di Lewis, poiché la mitra è indossata lateralmente. Il fatto che venisse chiamato nei paesi nordici "vescovo" riflette lo status sociale all’epoca di questi personaggi, in particolare in Scandinavia e in Inghilterra, dove i chierici hanno svolto un ruolo importante sui campi di battaglia.
Gli islandesi sostengono inoltre che i pezzi siano stati scolpiti da un'artista conosciuta come "Margrét hin haga" (in italiano Margret l'abile).